# Proteusz (księżyc)
Proteusz (Neptun VIII) – drugi pod względem wielkości księżyc Neptuna, odkryty w 1989 roku przez Stephena Synotta, na podstawie fotografii wykonanych przez sondę Voyager 2. Jego nazwa pochodzi od mitologicznego bożka morskiego, który potrafił dowolnie zmieniać swój wygląd.

## Charakterystyka
Naukowcy przypuszczają, że ze średnicą ok. 420 km, Proteusz jest największym obiektem jaki może być nieregularną bryłą. Gdyby był odrobinę większy, znalazłby się w stanie równowagi hydrostatycznej i własna grawitacja nadałaby mu kulisty kształt. Nieco mniejszy od niego satelita Saturna, Mimas, jest w równowadze hydrostatycznej ze względu na niższą gęstość.
Mimo że Proteusz jest większy od zaobserwowanej w 1949 roku Nereidy, nie został odkryty przez ziemskie teleskopy. Jednym z powodów jest znacznie mniejsza odległość od Neptuna, drugim zaś to, że jest to jeden z najciemniejszych obiektów w Układzie Słonecznym. Podobnie jak Febe (księżyc Saturna), odbija on zaledwie 6% padającego nań światła. Powierzchnia Proteusza jest gęsto pokryta kraterami i nie przejawia śladów jakiejkolwiek aktywności geologicznej. Jedyny nazwany krater na jego powierzchni to Pharos.
Istnieje również podobnie nazwana planetoida, (9313) Protea.